# Meranti Omas
Meranti Omas is een bestuurslaag in het regentschap Labuhan Batu Utara van de provincie Noord-Sumatra, Indonesië. Meranti Omas telt 2973 inwoners (volkstelling 2010).